# Frietmuseum (Brussel)
Het Frietmuseum van Brussel (Frans: Musée de la Frite) is een museum in de  Stoofstraat in Brussel. Het museum werd geopend op 28 april 2025 en belicht op drie verdiepingen in een art-decopand de friet en frietcultuur in België.. Oprichter van het museum is verzamelaar Eddy van Belle, eigenaar van Choco Story Brussels en het Brugse Frietmuseum.
De tentoonstelling begint met Peru, de bakermat van de aardappel. Daarna maakt de bezoeker een wereldreis langs de geschiedenis van de aardappelteelt in Zuid-Amerika en Europa, en nadien frietland België.